# Adolfo Ruíz Cortínes, Sinaloa
Adolfo Ruíz Cortínes är en ort i Mexiko.   Den ligger i kommunen Guasave och delstaten Sinaloa, i den västra delen av landet, 1 200 km nordväst om huvudstaden Mexico City. Adolfo Ruíz Cortínes ligger 19 meter över havet och antalet invånare är 12 947.
Terrängen runt Adolfo Ruíz Cortínes är mycket platt. Runt Adolfo Ruíz Cortínes är det ganska tätbefolkat, med 100 invånare per kvadratkilometer. Närmaste större samhälle är Leyva Solano, 15,0 km sydost om Adolfo Ruíz Cortínes. Trakten runt Adolfo Ruíz Cortínes består till största delen av jordbruksmark.